# アドリアン・バルボン
アドリアン・バルドン・ロドリゲス（Adrián Barbón Rodríguez、1979年1月4日 - ）は、スペイン・アストゥリアス州ラビアナ出身の政治家。スペイン社会労働党(PSOE)所属。2019年からアストゥリアス州首相を務めている。

## 経歴
1979年1月4日、アストゥリアス州ラビアナに生まれた。オビエド大学で法学を学び、2002年に卒業した。2003年にラビアナ市議会議員となり、2008年から2017年までラビアナ市長を務めた。2015年9月29日から10月27日には、短期間ながらスペイン下院議員を務めている。2017年にはスペイン社会労働党(PSOE)の下部組織であるアストゥリアス社会主義連盟の事務局長に就任した。2019年にはアストゥリアス州議会議員選挙に当選し、7月24日にはハビエル・フェルナンデスの後任として、アストゥリアス州首相に就任した。